# Penkivka, Tomașpil
Penkivka (în ucraineană Пеньківка) este o comună în raionul Tomașpil, regiunea Vinnița, Ucraina, formată numai din satul de reședință.

## Demografie
Componența lingvistică a satului Penkivka
     Ucraineană (99,45%)
     Alte limbi (0,55%)
Conform recensământului din 2001, majoritatea populației satului Penkivka era vorbitoare de ucraineană (99,45%), existând în minoritate și vorbitori de alte limbi.